# Емануїловка (Курська область)
Емануїловка (рос. Эммануиловка) — присілок в Льговському районі Курської області Російської Федерації.
Населення становить 113 осіб. Входить до складу муніципального утворення Большеугонська сільрада.

## Історія
Населений пункт розташований на території українського етнічного та культурного краю Східна Слобожанщина.
Від 2004 року входить до складу муніципального утворення Большеугонська сільрада.

## Населення
| 2002 | 2010 |
| ---- | ---- |
| 173  | ↘113 |